# Patricia Thielemann
Patricia Thielemann (geboren 12. September 1967 in Hamburg) ist eine deutsche Yogalehrerin, Schauspielerin, Autorin und Unternehmerin.

## Leben
Patricia Thielemann ist in Hamburg geboren und aufgewachsen. Ihr Abitur machte sie am Gymnasium Eppendorf. Nach einer Ausbildung zur Schauspielerin ging sie zunächst nach Hollywood. Sie absolvierte anschließend mehrere Yoga-Ausbildungen in Amerika und Indien. So hospitierte sie in Mumbai bei Dr. G.B. Sharma im Kaivalyadhama Yogic Health Centre. Sie studierte zudem  Pajna Yoga bei Tias Little, den sie immer noch ein bis zwei Mal im Jahr besucht. Zunächst unterrichtete sie mehrere Jahre in Los Angeles, bevor sie schließlich nach Deutschland zurückkehrte.
Sie unterrichtet Yoga in Berlin, wo sie seit den 1990er Jahren Yoga auch selbst praktiziert und lebt.
2004 begann Patricia Thielemann zusammen mit ihrem Mann Brian Kapell den Ausbau eines ersten eigenen Yoga-Studios, in dem inzwischen 50 Mitarbeiter tätig sind. Dem Impressum der Firma spirit-yoga.de ist zu entnehmen, dass sie dort auch als Unternehmerin tätig ist. Mittlerweile (Stand: 2018) gibt es drei Standorte in der Hauptstadt und ein Lizenzunternehmen in Aachen.
Thielemann ist Mutter zweier Söhne.

### Wedel-Skandal
Der millionenfach verwendete Hashtag #MeToo der Sozialaktivistin Tarana Burke wurde im Oktober 2017 durch die US-amerikanische Schauspielerin Alyssa Milano populär, um auf das Ausmaß sexueller Belästigung und sexueller Übergriffe aufmerksam zu machen. Drei Monate später erschien im Zeit Magazins der Artikel Im Zwielicht, in dem Jany Tempel und Patricia Thielemann dem Regisseur Dieter Wedel sexuelle Belästigung bzw. Nötigung vorwarfen. Deutsche Medien (wie die Tagesschau) und auch internationale berichteten anschließend über die Vorwürfe sowohl anonymer als auch namentlich genannter Frauen. Der Redaktion des Zeit Magazins lagen vor Erscheinen des Artikels deren eidesstattliche Erklärungen vor. Der Regisseur bestritt die Anschuldigungen, ebenfalls eidesstattlich. Medienanwalt Christian Schertz vertrat Tempel und Thielemann. Das Verfahren wurde mit dem Tod Wedels eingestellt. Eine interne Untersuchung der Bavaria Filmproduktion ergab keine Anhaltspunkte für sexuellen Missbrauch.

## Veröffentlichungen

### Bücher
- Yoga in der Schwangerschaft. 1. Auflage, 2011, ISBN 978-3833819568
- zusammen mit Michaela Rose: Balance-Yoga. 2012 ISBN 978-3453285378
- Yoga in der Schwangerschaft. 2. Auflage, 2017, ISBN 978-3833853142
- Spirit Yoga: Aufrecht, stark und klar im Leben. 2017, ISBN 978-3579086743

### Audio-CDs
- Spirit Yoga mit Patricia Thielemann Vol. 01, Level 1-2. 2008
- Spirit Yoga mit Patricia Thielemann Vol. 02, Rücken Focus. 2008

### Anderes
- Kolumne im Tagesspiegel[11]

## Filmografie (Auswahl)
- 1990: Lindenstraße (Fernsehserie, acht Episoden)[12]
- 1994: Rotwang muß weg![13]
- 1995: Die Wache – Motivsucher
- 1994–1995: Großstadtrevier (Fernsehserie, zwei Episoden)
- 1996: Beim nächsten Kuß knall’ ich ihn nieder
- 1996: Evelyn Hamanns Geschichten aus dem Leben (Höhenflug/Rendezvous mit Rudolf)
- 1997: Freier Fall
- 1997: Parkhotel Stern – Letzter Frühling
- 1999: Die Bademeister – Weiber, saufen, Leben retten
- 2000: Arli$$ – A Breed Apart
- 2001: Planet der Kannibalen
- 2002: Emergency Room – Die Notaufnahme – Secrets and Lies[12]
- 2004: Die Nacht der lebenden Loser
- 2004: Crazy Race 2 – Warum die Mauer wirklich fiel
- 2005: Popp Dich schlank!
- 2006: Die Kinder der Flucht – Breslau brennt!
- 2012: SOKO Wismar – Zuckerbrot
- 2015: SOKO Wismar – Die Spur der Nachtigall